# Afraid to Feel
«Afraid to Feel»  — пісня британського дуету LF System. Мікс був створений у 2019 році та обраний для релізу 2 травня 2022 року компанією Warner Music UK. Сингл став популярним у червні 2022 року, посів перше місце в британському чарті , а в Ірландії досяг другого місця. У синглі помітний семпл із пісні Сілка 1979 року «I Can't Stop (Turning You On)» гурту Philadelphia International Records, де вокал Дебри Генрі сповільнюється та прискорюється протягом усього звучання.

## Написання та зведення
Дует знайшов оригінальний трек в 2019 році, шукаючи семпли для лупів і вокалу. Дует інтерпріював і перезаписав оригінальний вокальний зразок із Silk як перезапис, щоб уникнути проблем із очищенням семплів. «I Can't Stop (Turning You On)» була трохи повільнішою, 85 ударів на хвилину, а «Afraid to Feel» — 130 ударів на хвилину, темп було змінено після програвання семплу в Ableton Live. Стиль продакшну схожий і віддає данину диско-редактуванню, яке почалося в 70-х роках, щоб запустити танцювальний майданчик, включаючи вирізання однієї частини пісні та подрібнення її на іншу частину структури пісні.

## Критика
Гріфф з Knights of the Turntable висловив думку, що пісня була «непідробною, пронизаною душею» з «щирими, повільними моментами що переходять у драйвові» поруч із «драйвовими, ейфоричними хаус-грувами». Дует привносить у пісню «відчуття радості».
У травні 2022 року Клара Амфо обрала цю пісню як «Найгарячіший запис» на BBC Radio 1.

## Позиції в чартах
В UK Singles Chart пісня досягла 13 позиції, коли піднялася на 56 позицій із 69 за другий тиждень, у чарті від 10 червня 2022 року. А 8 липня «Afraid to Feel» досягла пікової позначки, тобто посіла перше місце.

## Чарти
| Чарт (2022)                               | Вища позиція |
| ----------------------------------------- | ------------ |
| Австралія (ARIA)                          | 17           |
| Global 200 (Billboard)                    | 164          |
| Ірландія (IRMA)                           | 2            |
| Литва (AGATA)                             | 70           |
| Нідерланди (Dutch Top 40)                 | 35           |
| Нідерланди (Mega Single Top 100)          | 23           |
| Нова Зеландія (RMNZ)                      | 23           |
| Велика Британія (Official Charts Company) | 1            |
| Велика Британія (UK Dance Chart)          | 1            |
| US Hot Dance/Electronic Songs (Billboard) | 39           |